# Javi Hervás
Javier 'Javi' Hervás Salmoral, född 9 juni 1989 i Córdoba, Spanien, är en spansk fotbollsspelare som spelar för Honka.

## Karriär
I januari 2012 värvades Hervás av Sevilla, där han skrev på ett femårskontrakt.
I januari 2018 värvades Hervás av finländska Honka.